# Lasioglossum taclobanense
Lasioglossum taclobanense är en biart som först beskrevs av Cockerell 1915.  Lasioglossum taclobanense ingår i släktet smalbin, och familjen vägbin. Inga underarter finns listade i Catalogue of Life.